# Fidzhinka
Fidzhinka (en ruso: Фиджинка) es una variedad cultivar de ciruelo (Prunus domestica), de las denominadas ciruelas europeas,
una variedad de ciruela obtenida en el "Instituto de Horticultura de Riego". Las frutas tienen un tamaño muy grande, son de forma ovalada y plana, con una capa cerosa azulada, color de piel morado, y pulpa de color amarilla verdosa, la consistencia es cremosa relativamente densa y jugosidad promedio, su sabor es muy agradable, agridulce.

## Sinonimia
- "Фиджинка",
- "Fiyiana",
- "Gijinka",
- "Слива Фиджинка",
- "Sliva Fidzhinka".[4][5]

## Historia
'Fidzhinka' es una variedad de ciruela creada en el "Instituto de Horticultura de Riego" mediante hibridación de la variedad 'Húngaro-Italiano' como "Parental Madre" x el polen de la variedad 'Jefferson' como "Parental Padre".
'Fidzhinka' está inscrita en el "Registro Estatal" para la Región de Cáucaso Norte desde el año 2000.

## Características
'Fidzhinka' es un árbol vigoroso. La copa es piramidal, de densidad media.
'Fidzhinka' tiene frutos de tamaño muy grande con un peso promedio de 46 gr, de forma ovalada y plana, el aspecto del fruto es bueno, la sutura ventral está bien definida, valvas desiguales; piel de grosor medio, con un color morado, no hay pubescencia, hay una capa de pruina azulada de consistencia media; el pedúnculo es de longitud promedio, fruto se desprende del pedúnculo seco; la pulpa es de color amarilla verdosa, la consistencia es cremosa relativamente densa y jugosidad promedio, su sabor es muy agradable, agridulce.
Hueso es semi adherente, de tamaño mediano y se separa fácilmente de la pulpa.
El fruto madura en la segunda y tercera decena de agosto. Los frutos son transportables.

## Usos
Los frutos son adecuados tanto para el consumo en fresco como para diversos tipos de procesamiento, entre otros, mermelada, conservas.